# Tomaž Letnar
Tomaž Letnar, slovenski pisatelj, režiser, scenarist in tekstopisec, * 1963, Ljubljana

## Dela

### Prireditve
| - Festival narečnih popevk, Maribor (2005) - scenarij - Slovesnost ob 20. obletnici odhoda zadnjega vojaka JLA iz Slovenije, stadion Bonifika, Koper (2011) - režiser, scenarist in avtor - 25. obletnica Manevrske strukture narodne zaščite in prvega Republiškega štaba Teritorialne obrambe pod poveljstvom Predsedstva Republike Slovenije, Ljubljana (2015) - režija in scenarij - Osrednja državna proslava ob dnevu upora proti okupatorju, dvorana Zlato polje, Kranj (2019) - režija in scenarij - Gala predstava ob 440. obletnici Kobilarne Lipica (2020) - režija - comPASSiON. Anton Podbevšek Teater (zgodba, dramaturgija in proza) | - Jedci trupel. Maribor : Litera, 2011 (COBISS) - Vandima. Maribor : Litera, 2012 (COBISS) - Pes iskalec : evangelij po Tomažu. Maribor : Litera, 2003 (COBISS) - Tango -5 (2003) - Temuen - Priča (2004) - Ta in ta in drugi - Portret Cirila Kosmača (2005) - Koncert za mobilne telefone in orkester (2005) - Mit o slovenskem vojaku (Škabrijel - Monte San Gabriele) (2006) - Franja (2012) - serija oddaj Impromptu (TV SLO 2, 2005) |